# Associazione Sportiva Pescara 1934-1935
Questa pagina raccoglie i dati riguardanti  l'Associazione Sportiva Pescara nelle competizioni ufficiali della stagione 1934-1935.

## Rosa
| N. |                   | Ruolo | Calciatore           |
| -- | ----------------- | ----- | -------------------- |
|    | Italia (bandiera) | C     | Creziato             |
|    | Italia (bandiera) | C     | Francesco D'Albenzio |
|    | Italia (bandiera) | C     | Umberto De Angelis   |
|    | Italia (bandiera) | A     | Ettore De Flavis     |
|    | Italia (bandiera) | A     | Di Clemente          |
|    | Italia (bandiera) | C     | Di Matteo            |
|    | Italia (bandiera) | P     | Mariano Fabiani      |

| N. |                   | Ruolo | Calciatore            |
| -- | ----------------- | ----- | --------------------- |
|    | Italia (bandiera) | A     | Dante Mariani         |
|    | Italia (bandiera) | A     | Melotti               |
|    | Italia (bandiera) | C     | Gigino Michetti       |
|    | Italia (bandiera) | D     | Piccinini             |
|    | Italia (bandiera) | D     | Alfredo Romagnoli (I) |
|    | Italia (bandiera) | D     | Italo Romagnoli (II)  |